# آشوت گراشی
آشوت گراشی (ارمنی: Աշոտ Գրաշի؛ انگلیسی: Ašot Graši زادهٔ ۹ مهٔ ۱۹۱۰ - درگذشته ۲۸ فوریهٔ ۱۹۷۳)، شاعر و مترجم اهل ارمنستان بود. وی بین سال‌های ۱۹۳۴ تا ؟ میلادی فعالیت می‌کرد.

## زندگی‌نامه
وی با نام اصلی آشوت باغداساری گریگوریان (ارمنی: Աշոտ Բաղդասարի Գրիգորյան) در ۹ مهٔ ۱۹۱۰ در باکو به دنیا آمد و در دانشکده تاریخ دانشگاه دولتی ایروان تحصیل نمود. گراشی از سال ۱۹۳۵ عضو اتحادیه نویسندگان اتحاد شوروی بود. گراشی از سال ۱۹۳۳ تا ۱۹۴۶، در باکو به عنوان کتابدار و روزنامه‌نگار فعالیت می‌کرد و در مقطعی نیز دبیر بخش ارمنی اتحادیه نویسندگان آذربایجان بود. از سال ۱۹۴۶ در ایروان سکونت گزید. وی همچنین برندهٔ جوایزی همچون نشان پرچم سرخ کار و نشان برجسته افتخار شده است. وی در ۱۹۷۳ در سن ۶۲ سالگی در ایروان درگذشت.

## نگارخانه

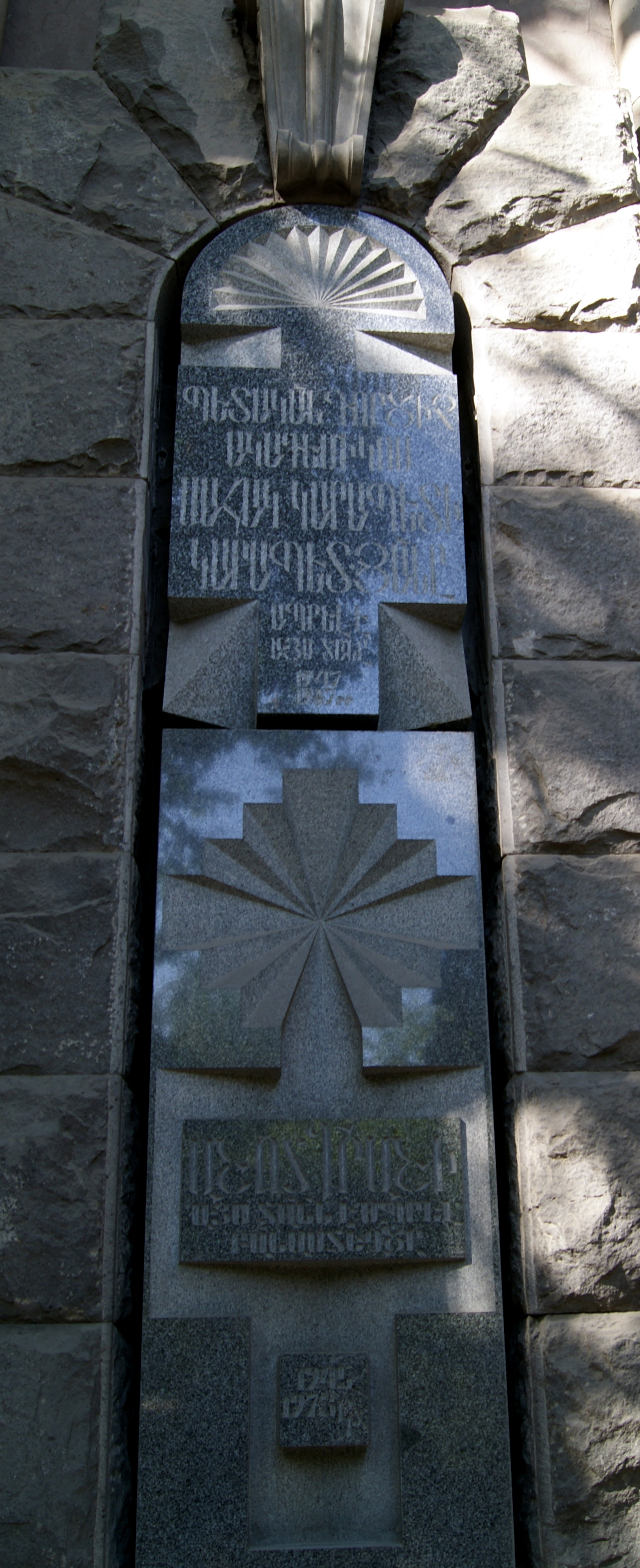
پلاک‌های یادبود ساهاک کاراپتیان و آشوت گراشی
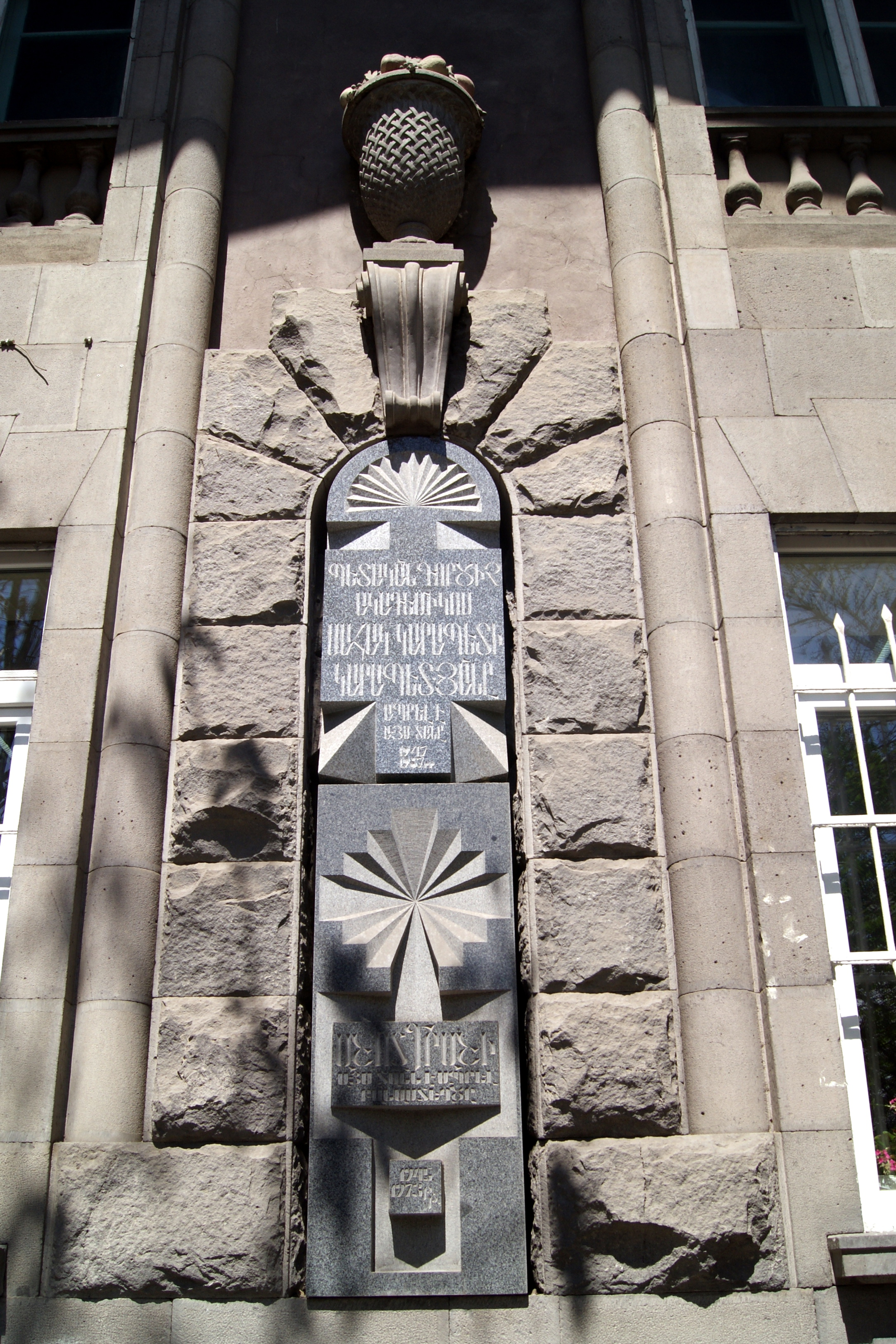